# Joël Rakotomalala
Pour les articles homonymes, voir Rakotomalala.
Joël Rakotomalala (Province de Toliara, 29 mars 1929 — Antsirabe, 30 juillet 1976) est un militaire et homme d'État malgache, Premier ministre en 1976.

## Biographie
Lieutenant-Colonel de l'armée de terre malgache, il a été premier ministre de la République démocratique malgache du 13 janvier 1976 à sa mort, sous la présidence de Didier Ratsiraka. Il appartenait au parti politique Association pour la renaissance de Madagascar (Arema). Il est mort dans l'accident d'une Alouette III pendant un court vol héliporté en compagnie du chef d'état-major Alphonse Rakotonirainy le 30 juillet 1976vers midi, le dernier mois de la présence des forces armées françaises à Madagascar. Cet accident d'hélicoptère était survenu près d'Antsirabe, à 170 kilomètres d'Antananrivo.  Joël Rakotomalala a été remplacé le 12 aoûtaoût 1976 comme premier ministre par Justin Rakotoniaina (en).

## Carrières militaires
Cours :
- - de l'École de formation des officiers ressortissants des TOM (1957-1959),
- - de l'École d'application de l'infanterie de Saint-Maixent (1959-1960)
- - de l'École d'application des transmissions à Montargis (1960-1961).
- Il était aussi diplômé de l'École d'état-major.

## L'accident
L'hélicoptère de transport l'Alouette IIIsept places maximales, pour plus de 40 kilogrammes de bagages chacun, a décollé de Antananarivo vers Mandoto le 30 juillet 1976 . Il s'est écrasé vers mididans la zone d’Ankazomiriotra. Les victimes de cet air-crash sont : le Premier Ministre Colonel Joël Rakotomalala Mr. Pierre Rajaonah, Ministre du développement rural, et le Colonel Alphonse Rakotonirainy, chef d'état - major des forces armées populaires. Sont aussi trépassés : le commandant Ramparana, Directeur du cabinet militaire du Premier Ministre, un journaliste de la TVM  et le pilote;  . 
www.gasypatriote.com

Copyright © GasyPatriote . Toutes les hypothèses sont permises : sabotage ou limite mécanique au vu de la base de données ASN sur la sécurité de l'Alouette III.